# Віма-Міке
Віма-Міке (рум. Vima Mică) — село у повіті Марамуреш в Румунії. Адміністративний центр комуни Віма-Міке.
Село розташоване на відстані 378 км на північний захід від Бухареста, 29 км на південь від Бая-Маре, 71 км на північ від Клуж-Напоки.

## Населення
За даними перепису населення 2002 року у селі проживали 412 осіб, з них 410 осіб (99,5%) румунів. Рідною мовою 410 осіб (99,5%) назвали румунську.